# Bennett (Familienname)
Bennett ist ein englischer Familienname.

## Herkunft und Bedeutung
Der patronymische Name geht auf eine alte englische Variante des Vornamens Benedikt zurück.

## Varianten
- Benet, Benett, Bennet

## Namensträger

### A
- John Aaron Bennett (* 1984), ehemaliger US-amerikanischer Kinderdarsteller
- Aaron Bennett (Musiker), US-amerikanischer Jazzmusiker
- Adrienne Bennett (* 1949), britische Sportschützin
- Agnes Bennett (1872–1960), australisch-neuseeländische Medizinerin
- Agnieszka Budzińska-Bennett (* 1973), polnische Sopranistin, Pianistin, Harfenistin und Musikwissenschaftlerin
- Ainsley Bennett (* 1954), britischer Sprinter
- Alan Bennett (* 1934), englischer Schriftsteller, Regisseur und Schauspieler
- Alec Bennett (Fußballspieler) (Alexander Bennett; 1881–1940), schottischer Fußballspieler
- Alec Bennett (Rennfahrer) (Alexander Bennett; 1897–1973), irisch-kanadischer Motorradrennfahrer
- Alfred Edward Bennett (1889–1963), australischer Rundfunkmanager und Theosoph
- Alfred Rosling Bennett (1850–1928), englischer Elektroingenieur
- Alfred William Bennett (1833–1902), britischer Botaniker und Verleger
- Anna Bennett (Hockeyspielerin) (* 1976), britische Hockeyspielerin
- Anna Maria Bennett (um 1750–1808), englische Schriftstellerin
- Anthony Bennett (Radsportler) (* 1987), australischer Radsportler
- Anthony Bennett (Basketballspieler, 1993) (* 1993), kanadischer Basketballspieler
- April Steiner Bennett (* 1980), US-amerikanische Stabhochspringerin
- Arnold Bennett (1867–1931), englischer Schriftsteller
- Arthur Bennett (1843–1929), britischer Baumeister und Amateurbotaniker
- Audrey Bennett (* 1936), britische Hochspringerin, siehe Audrey Banfield

### B
- Basil Bennett (1894–1938), US-amerikanischer Hammerwerfer
- Beau Bennett (* 1991), US-amerikanischer Eishockeyspieler
- Beck Bennett (* 1984), US-amerikanischer Schauspieler
- Belle Bennett (1891–1932), US-amerikanische Schauspielerin
- Benny Bennett (* 1922), US-amerikanischer Jazz- und Unterhaltungsmusiker
- Bernard Bennett (1931–2002), englischer Snooker- und English-Billiards-Spieler
- Betty Bennett (1921–2020), US-amerikanische Jazzsängerin
- Betty T. Bennett (1935–2006), US-amerikanische Literaturwissenschaftlerin und Hochschullehrerin
- Bill Bennett (Politiker) (1932–2015), kanadischer Politiker
- Bill Bennett (Eishockeyspieler) (* 1953), US-amerikanischer Eishockeyspieler
- Bill Bennett (Regisseur) (* 1953), australischer Regisseur
- Billy Bennett (1922–2015), englischer Rugby-Union-Spieler
- Bob Bennett (1933–2016), US-amerikanischer Politiker
- Boyd Bennett (1924–2002), US-amerikanischer Songwriter und Bandleader
- Brea Bennett (* 1987), US-amerikanische Pornodarstellerin
- Brett Bennett (* 1947), neuseeländischer Segler
- Brian Bennett (* 1940), britischer Musiker
- Brit Bennett (* 1990), US-amerikanische Schriftstellerin
- Brooke Bennett (* 1980), US-amerikanische Schwimmerin
- Bruce Bennett (1906–2007), US-amerikanischer Leichtathlet und Schauspieler
- Bryce Bennett (* 1992), US-amerikanischer Skirennläufer
- Buster Bennett (1914–1980), US-amerikanischer Musiker

### C
- C. Frank Bennett (* 1960), US-amerikanischer Pharmakologe
- Caleb P. Bennett (1758–1836), US-amerikanischer Politiker
- Calvert Bennett (* 1986), Fußballspieler von St. Kitts und Nevis
- Carl Wattana Bennett (* 2004), thailändischer Autorennfahrer
- Carolyn Bennett (* 1950), kanadische Politikerin und Ärztin
- Cathy Bennett (* 1974), irische Politikerin (Sinn Féin)
- Charles Bennett (Leichtathlet) (1871–1948), britischer Leichtathlet
- Charles Bennett (Schauspieler) (1889–1943), neuseeländischer Komiker und Schauspieler
- Charles Bennett (Autor) (1899–1995), britischer Autor
- Charles Bennett (Footballspieler, 1963) (* 1963), US-amerikanischer American-Football-Spieler
- Charles Bennett (Footballspieler, 1983) (* 1983), US-amerikanischer American-Football-Spieler
- Charles Edward Bennett (1910–2003), US-amerikanischer Politiker (Florida)
- Charles Edwin Bennett (1857–1921), US-amerikanischer Klassischer Philologe
- Charles G. Bennett (1863–1914), US-amerikanischer Jurist und Politiker
- Charles H. Bennett (Zeichner) (Charles Henry Bennett; 1829–1867), britischer Zeichner
- Charles H. Bennett (Physiker) (Charles Henry Bennett; * 1943), US-amerikanischer Physiker
- Charles Harper Bennett (1840–1927), britischer Fotograf
- Charles L. Bennett (* 1956), US-amerikanischer Astrophysiker
- Charlie Bennett (Charles Wesley Bennett; 1854–1927), US-amerikanischer Baseballspieler
- Clé Bennett (* 1981), kanadischer Schauspieler
- Cliff Bennett, siehe Cliff Bennett and the Rebel Rousers
- Cole Bennett (* 1996), US-amerikanischer Geschäftsmann, Videofilmer und Musikvideoregisseur
- Compton Bennett (1900–1974), britischer Filmregisseur
- Constance Bennett (1904–1965), US-amerikanische Schauspielerin
- Chris Bennett (Admiral) (1937–2021), südafrikanischer Admiral und Autor
- Chris Bennett (Musikerin) (* 1948), US-amerikanische Pop- und Jazzsängerin und Songwriterin
- Chris Bennett (Ägyptologe) (1953–2014), US-amerikanischer Ägyptologe
- Chris Bennett (Leichtathlet) (* 1989), britischer Hammerwerfer
- Cuban Bennett (1902–1965), US-amerikanischer Jazztrompeter
- Curt Bennett (* 1948), amerikanisch-kanadischer Eishockeyspieler

### D
- D. Scott Bennett, US-amerikanischer Politikwissenschaftler
- Daniel Bennett (Schiedsrichter)  (* 1976), südafrikanischer Fußballschiedsrichter
- Daniel Bennett (Fußballspieler) (* 1978), Fußballspieler aus Singapur
- Daniel Bennett (Saxophonist) (* 1979), amerikanischer Jazz-Saxophonist
- Daniel Bennett (Radsportler) (1983–2007), australischer Radsportler
- Darren Bennett (* 1965), australischer American-Football- und Australian-Football-Spieler
- Dave Bennett (Fußballspieler, 1939) (1939–2009), englischer Fußballspieler
- Dave Bennett (Fußballspieler, 1959) (* 1959), englischer Fußballspieler
- Dave Bennett (Fußballspieler, 1960) (* 1960), englischer Fußballspieler
- Dave Bennett (Gitarrist) (* 1973), kanadischer Jazzgitarrist
- Dave Bennett (Klarinettist) (* 1984), US-amerikanischer Jazzklarinettist
- David Bennett (Maler) (* 1941), US-amerikanischer Sänger, Maler und Illustrator
- David Bennett (Transplantationspatient) (1964–2022), US-amerikanischer Patient, dem erstmals ein Schweineherz transplantiert wurde
- David S. Bennett (1811–1894), US-amerikanischer Politiker
- Demi Bennett (* 1996), australische Wrestlerin, siehe Rhea Ripley
- Dennis Bennett (Baseballspieler) (1939–2012), US-amerikanischer Baseballspieler
- Dennis J. Bennett (1917–1991), US-amerikanischer Priester der Episkopalkirche
- Don Bennett († 2014), englischer Cricket- und Fußballspieler
- Donald V. Bennett (1915–2005), US-amerikanischer Offizier
- Douglas Bennett (1918–2008), kanadischer Kanute
- Duster Bennett (geb. Antony Bennett; 1946–1976), englischer Bluesmusiker
- Dylan Bennett (* 1984), niederländischer Squashspieler

### E
- Eduardo Bennett (* 1968), honduranischer Fußballspieler
- Edward Bennett (Ruderer) (1915–1997), US-amerikanischer Ruderer
- Edward Bennett (Segler) (* 1937), US-amerikanischer Segler
- Edward Bennett (Regisseur) (* 1950), britischer Film- und Fernsehregisseur
- Edward Bennett (Schauspieler) (* 1979), britischer Schauspieler
- Edward H. Bennett (1874–1954), US-amerikanischer Architekt und Stadtplaner
- Edward Turner Bennett (1797–1836), britischer Zoologe
- Eileen Bennett (1907–1979), britische Tennisspielerin
- Elaine Bennett (1951–1995), US-amerikanische Wirtschaftswissenschaftlerin
- Eliza Bennett (* 1992), britische Schauspielerin
- Elizabeth Ruth Bennett (1880–1972), US-amerikanische Mathematikerin und Hochschullehrerin
- Elliott Bennett (* 1988), englischer Fußballspieler
- Elmer Bennett (* 1970), US-amerikanischer Basketballspieler
- Emmett Leslie Bennett (1918–2011), US-amerikanischer Altphilologe und Mykenologe
- Enid Bennett (1893–1969), australisch-amerikanische Schauspielerin
- Eric Bennett (Rugbyspieler), australischer Rugbyspieler
- Eric Bennett (Eishockeyspieler, 1967) (* 1967), US-amerikanischer Eishockeyspieler
- Eric Bennett (Bogenschütze) (* 1973), US-amerikanischer Bogenschütze
- Eric Bennett (Radsportler) (* 1986), US-amerikanischer Radsportler
- Eric Bennett (Eishockeyspieler, 1988) (* 1988), US-amerikanischer Eishockeyspieler

### F
- Finn Bennett (* 1999), irisch-britischer Schauspieler
- Fiona Bennett (* 1966), britisch-deutsche Haute-Couture-Modistin
- Floyd Bennett (1890–1928), US-amerikanischer Pilot
- Frank Bennett (Schauspieler) (Frank Fisher Bennett; 1890–1957), US-amerikanischer Schauspieler
- Frank Bennett (Baseballspieler) (Francis Allen Bennett; 1904–1966), US-amerikanischer Baseballspieler
- Frank Bennett (Eishockeyspieler) (Francis Joseph Bennett; 1923–1996), kanadischer Eishockeyspieler
- Frank Bennett (Basketballspieler) (Frank Kelsi Bennett; * 1982), US-amerikanischer Basketballspieler
- Frederick Debell Bennett (1806–1859), britischer Meeresbiologe

### G
- G. H. Bennett (* 1967), britischer Historiker
- Gary Bennett (Fußballspieler, 1961) (* 1961), englischer Fußballspieler
- Gary Bennett (Fußballspieler, 1962) (* 1962), englischer Fußballspieler
- Gary Bennett (Fußballspieler, 1970) (* 1970), englischer Fußballspieler
- Gary Bennett (Cricketspieler) (* 1971), englischer Cricketspieler
- Gary Bennett (Baseballspieler) (* 1972), US-amerikanischer Baseballspieler
- Geoff Bennett (Hockeyspieler) (1926–2002), australischer Hockeyspieler
- Geoff Bennett (Regisseur), australischer Regisseur
- Geoff Bennett (Komponist), kanadischer Komponist
- Geoffrey Bennett (1868–1943), englischer Mathematiker
- George Bennett (Naturforscher) (1804–1893), britisch-australischer Naturforscher
- George Bennett (Radsportler) (* 1990), neuseeländischer Radrennfahrer
- George John Bennett (1863–1930), britischer Kirchenmusiker
- Gerald Bennett (* 1942), US-amerikanischer Komponist
- Gordon Bennett (1841–1918), US-amerikanischer Zeitungsverleger, siehe James Gordon Bennett junior
- Gordon Bennett (General) (1887–1962), australischer Offizier, Generalleutnant der Infanterie
- Gordon Bennett (Künstler) (1955–2014), australischer Künstler
- Gordon Dunlap Bennett (* 1946), US-amerikanischer Geistlicher, Bischof von Mandeville
- Gordon Lockhart Bennett (1912–2000), kanadischer Politiker, Vizegouverneur von Prince Edward Island
- Granville G. Bennett (1833–1910), US-amerikanischer Politiker
- Greg Bennett (* 1972), US-amerikanischer Triathlet
- Gwendolyn B. Bennett (1902–1981), US-amerikanische Schriftstellerin, Dichterin und Dramatikerin

### H
- Haley Bennett (* 1988), US-amerikanische Sängerin und Schauspielerin
- Harve Bennett (1930–2015), US-amerikanischer Filmautor und -produzent
- Harvey Bennett senior (Harvey Alexander Bennett senior; 1925–2004), kanadischer Eishockeytorwart
- Harvey Bennett junior (Harvey Alexander Bennett junior; * 1952), US-amerikanischer Eishockeyspieler
- Hawley Bennett-Awad (* 1977), kanadische Vielseitigkeitsreiterin
- Helene Thomas Bennett (1901–1988), US-amerikanische Bakteriologin und Geschäftsfrau
- Hendley S. Bennett (1807–1891), US-amerikanischer Politiker
- Henry Bennett (Politiker) (1808–1868), US-amerikanischer Jurist und Politiker
- Henry Bennett (Rosenzüchter) (1823–1890), britischer Rosenzüchter
- Henry G. Bennett (1886–1951), US-amerikanischer Politiker
- Henry Stanley Bennett (1889–1972), britischer Literaturwissenschaftler
- Henry Gordon Bennett (1887–1962), australischer General, siehe Gordon Bennett (General)
- Huw Bennett (* 1983), walisischer Rugby-Union-Spieler

### I
- Iff Bennett (* 1951 oder 1952), luxemburgischer Sänger und Moderator

### J
- Jack Bennett (Fußballspieler, 1879) (1879–??), englischer Fußballspieler
- Jack Bennett (Hockeyspieler) (John Hadfield Bennett; 1885–1973), britischer Hockeyspieler
- Jack Bennett (Fußballspieler, 1911) (1911–1970), englischer Fußballspieler
- Jack Bennett (Radsportler) (* 1992), australischer Radsportler
- Jack Arthur Walter Bennett (1911–1981), neuseeländischer Literaturwissenschaftler
- Jack O. Bennett (1914–2001), US-amerikanischer Pilot
- James Bennett (Cricketspieler) (1775–1855), englischer Cricketspieler
- James Bennett (Politiker) (1912–1984), britischer Politiker, MP 1961–1974
- James Arthur Bennett (1947–2023), britischer Wissenschaftshistoriker
- James Gordon Bennett senior (1795–1872), US-amerikanischer Zeitungsverleger, Herausgeber und Unternehmer
- James Gordon Bennett junior (1841–1918), US-amerikanischer Zeitungsverleger und Stifter
- Jane Bennett (Badminton) (* um 1945), australische Badmintonspielerin
- Jane Bennett (Politikwissenschaftlerin) (* 1957), US-amerikanische Politikwissenschaftlerin und Philosophin
- Jay Bennett (1963–2009), US-amerikanischer Musiker und Songwriter
- Jean Bennett (Medizinerin) (* 1954), US-amerikanische Augenärztin
- Jean M. Bennett (1930–2008), US-amerikanische Physikerin
- Jeff Bennett (Leichtathlet) (* 1948), US-amerikanischer Zehnkämpfer
- Jeff Bennett (* 1962), US-amerikanischer Sprecher, Schauspieler und Sänger
- Jennifer Bennett (* 1971), kanadische Fußballschiedsrichterin
- Jessica Bennett (* 1973), US-amerikanische Pornodarstellerin, siehe Asia Carrera
- Jill Bennett (Schauspielerin, 1931) (1931–1990), britische Schauspielerin
- Jill Bennett (Illustratorin) (* 1934), britisch-südafrikanische Illustratorin
- Jill Bennett (Kuratorin) (* 1963), britische Kunstwissenschaftlerin und Kuratorin
- Jill Bennett (Schauspielerin, 1975) (* 1975), US-amerikanische Schauspielerin
- Jimmy Bennett (* 1996), US-amerikanischer Schauspieler
- Joan Bennett (1910–1990), US-amerikanische Schauspielerin
- Joe Bennett (Joseph Bennett; * 1990), englischer Fußballspieler
- John Bennett (Komponist) (um 1735–1784), englischer Organist und Komponist
- John Bennett (Uhrmacher) (1814–1897), englischer Uhrmacher und Politiker
- John Bennett (Schauspieler) (1928–2005), britischer Schauspieler
- John Bennett (Leichtathlet) (* 1930), US-amerikanischer Weitspringer
- John Bennett (Politiker) (* 1948), US-amerikanischer Politiker (New Jersey)
- John Bennett (Rennfahrer) (* 2003), britischer Rennfahrer
- John A. Bennett (1935–1961), US-amerikanischer Straftäter und Soldat
- John Aaron Bennett (* 1984), US-amerikanischer Schauspieler
- John B. Bennett (1904–1964), US-amerikanischer Politiker
- John C. Bennett (1923–1980), US-amerikanischer Generalmajor
- John Caister Bennett (1914–1990), südafrikanischer Astronom
- John G. Bennett (1897–1974), britischer Mathematiker und Philosoph
- John George Bennett (1891–1957), US-amerikanischer Geistlicher
- John Gordon Bennett (1913–1988), US-amerikanischer Autorennfahrer
- John Hadfield Bennett (1885–1973), britischer Hockeyspieler, siehe Jack Bennett (Hockeyspieler)
- John J. Bennett (1894–1967), US-amerikanischer Soldat, Jurist und Politiker (Demokratische Partei)
- John Joseph Bennett (1801–1876), britischer Botaniker
- John Peter Bennett (1914–2011), anglikanischer Priester und Linguist der Arawak, Guyana
- John R. Bennett, US-amerikanischer Politiker
- John Tuson Bennett (* 1944), australischer Bürgerrechtler und Holocaustleugner
- John Wheeler-Bennett (1902–1975), britischer Historiker und Politikberater
- Jonathan Bennett (Philosoph) (Jonathan Francis Bennett; 1930–2024), britischer Philosoph
- Jonathan Bennett (Informatiker) (* 1973), britischer Informatiker und Manager
- Jonathan Bennett (Schauspieler) (* 1981), US-amerikanischer Schauspieler
- Joseph Bennett (Musikkritiker) (1831–1911), britischer Musiker, Musikkritiker und Librettist
- Joseph Bennett (Billardspieler) (1842–1905), englischer English-Billiards-Champion
- Joseph Bennett (Posaunist) (eigentlich Joseph V. Benante; 1926–2012), US-amerikanischer Posaunist
- Joseph Bennett (Sänger) (Powda; 1938–2014), jamaikanischer Sänger
- Joseph A. Bennett (* 1968), britischer Schauspieler
- Joseph B. Bennett (1859–1923), US-amerikanischer Politiker
- Joyce Bennett (* 1945), australische Sprinterin
- Julian Bennett (Archäologe) (1949–2025), englischer Archäologe
- Julian Bennett (Fußballspieler) (* 1984), englischer Fußballspieler
- Julie Bennett (1932–2020), US-amerikanische Schauspielerin und Synchronsprecherin

### K
- Karen Bennett (* 1989), britische Ruderin
- Ken Bennett (* 1959), US-amerikanischer Geschäftsmann und Politiker
- Kyle Bennett (Radsportler) (1979–2012), US-amerikanischer Radsportler
- Kyle Bennett (Fußballspieler) (* 1990), englischer Fußballspieler

### L
- Laura Bennett (* 1975), US-amerikanische Triathletin
- Lauren Bennett (* 1989), britische Sängerin
- Laurence Bennett (* vor 1986), US-amerikanischer Szenenbildner
- Leighton Bennett (* 2005), englischer Dartspieler
- Leeman Bennett (* 1938), US-amerikanischer Footballtrainer
- Les Bennett (1918–1999), englischer Fußballspieler
- Lewis Bennett (1828–1896), US-amerikanischer Langstreckenläufer
- Lou Bennett (1926–1997), US-amerikanischer Orgelspieler
- Louie Bennett (1870–1956), irische Gewerkschafterin und Suffragette
- Louise Bennett-Coverley (1919–2006), jamaikanische Schriftstellerin

### M
- Manu Bennett (* 1969), neuseeländischer Schauspieler und Model
- Marcia Marx Bennett (* 1931), mexikanische Künstlerin
- Margaret Bennett (1910–1984), US-amerikanische Eisschnellläuferin
- Margot Bennett (Schriftstellerin) (1912–1980), britische Schriftstellerin
- Margot Bennett (Schauspielerin) (* 1935), US-amerikanische Schauspielerin und Agenturmitarbeiterin
- Marion Tinsley Bennett (1914–2000), US-amerikanischer Jurist und Politiker
- Marjorie Bennett (1896–1982), australische Schauspielerin
- Mark Bennett (Snookerspieler) (* 1963), walisischer Snookerspieler
- Mark Bennett (Rugbyspieler, 1969) (* 1969), walisischer Rugbyspieler
- Mark Bennett (Rugbyspieler, 1993) (* 1993), schottischer Rugbyspieler
- Mark Bennett (Sänger), klassischer Sänger
- Mark J. Bennett (* 1953), US-amerikanischer Richter am United States Court of Appeals im neunten Bezirk
- Martellus Bennett (* 1987), US-amerikanischer American-Football-Spieler
- Mary Jane Bennett (1816–1885), britisch-neuseeländische Leuchtturmwärterin
- Mary Montgomerie Bennett (1881–1961), australische Lehrerin und Aktivistin
- Matt Bennett (* 1991), US-amerikanischer Schauspieler und Autor
- Max Bennett (Musiker) (1928–2018), US-amerikanischer Jazzbassist
- Max Bennett (Neurobiologe) (* 1939), australischer Neurobiologe
- Mervyn Bennett (Reiter) (* 1944), australischer Vielseitigkeitsreiter
- Mervyn Bennett (Boxer) (1960–1998), walisischer Boxer
- Michael Bennett (Cricketspieler) (1909–1982), englischer Cricketspieler
- Michael Bennett (Regisseur) (1943–1987), US-amerikanischer Theaterregisseur, Choreograph und Tänzer
- Michael Bennett (Radsportler) (* 1949), britischer Radsportler
- Michael Bennett (Schriftsteller) (* 1964), Kriminalschriftsteller aus Neuseeland
- Michael Bennett (Boxer) (* 1971), US-amerikanischer Boxer
- Michael Bennett (Footballspieler, 1978) (* 1978), US-amerikanischer American-Football-Spieler (Runningback)
- Michael Bennett (Footballspieler, 1985) (* 1985), US-amerikanischer American-Football-Spieler (Defensive End)
- Michael Bennett (Footballspieler, 1993) (* 1993), US-amerikanischer American-Football-Spieler (Defensive Tackle)
- Michael S. Bennett (* 1945), US-amerikanischer Politiker (Florida)
- Michael V. L. Bennett (1931–2023), US-amerikanischer Neurobiologe
- Michèle Bennett (* 1950), haitianische First Lady
- Michele Bennett (Produzentin), australische Film- und Fernsehproduzentin
- Myra Bennett (1890–1990), kanadische Krankenschwester

### N
- Naea Bennett (* 1977), tahitianischer Fußballspieler
- Naftali Bennett (* 1972), israelischer Unternehmer und Politiker
- Natalie Bennett (* 1966), britische Politikerin und Journalistin
- Neil Bennett (* 1951), englischer Rugby-Union-Spieler
- Nigel Bennett (* 1949), britisch-kanadischer Schauspieler und Schriftsteller
- Norman Godfrey Bennett (1870–1947), britischer Mediziner

### O
- Orlando Bennett (* 1999), jamaikanischer Leichtathlet

### P
- Paris Bennett (* 1988), US-amerikanische Sängerin
- Paul Bennett (Ruderer) (* 1988), britischer Ruderer
- Paul Bennett (Tennisspieler), kanadischer Tennisspieler
- Paul Bennett (Schauspieler), Schauspieler
- Paula Bennett (* 1969), neuseeländische Politikerin (National Party)
- Percy Bennett (1869–1936), walisischer Rugbyspieler
- Peter Bennett (1926–2012), australischer Wasserballspieler
- Phil Bennett (Rugbyspieler) (1948–2022), walisischer Rugbyspieler
- Phil Bennett (Rennfahrer) (* 1971), britischer Autorennfahrer
- Philip Allen Bennett (1881–1942), US-amerikanischer Politiker
- Phillip Bennett (1928–2023), australischer General
- Pippa Bennett-Warner (* 1988), britische Theater- und Filmschauspielerin

### R
- Raimoana Bennett (* 1981), tahitianischer Fußballspieler
- Rebecca Bennett (* 1999), australische Leichtathletin
- Renée Marlin-Bennett (* 1959), US-amerikanische Politikwissenschaftlerin
- Richard Bennett (Schauspieler) (1870–1944), US-amerikanischer Schauspieler
- Richard Bennett (Segler) (* 1932), Segler aus Trinidad und Tobago
- Richard Bennett (* 1938), italienischer Pornofilmregisseur, siehe Antonio D’Agostino
- Richard Bennett (Gitarrist) (* 1951), US-amerikanischer Gitarrist
- Richard Bennett (Trompeter) (* 1977), britischer Jazz-Trompeter
- Richard Bennett (Agrarökonom), britischer Agrarökonom
- Richard Bennett Lamas (* 1968), uruguayischer Comic-Zeichner
- Richard Bedford Bennett (1870–1947), kanadischer Politiker
- Richard Rodney Bennett (1936–2012), britischer Pianist und Komponist
- Richard Bennett (Menschenrechtsexperte), neuseeländischer Menschenrechtsexperte, seit 2022 UN-Sonderberichterstatter für Afghanistan
- Risden Tyler Bennett (1840–1913), US-amerikanischer Politiker
- Robert Bennett (Bischof) († 1617), englischer Geistlicher, Bischof von Hereford
- Robert Bennett (Leichtathlet) (1919–1974), US-amerikanischer Hammerwerfer
- Robert Bennett (Regisseur), US-amerikanischer Filmschaffender
- Robert Earl Bennett (* 1943), US-amerikanischer Schwimmer
- Robert Foster Bennett (1933–2016), US-amerikanischer Politiker, siehe Bob Bennett
- Robert Franklin Bennett (* 1949), kanadischer Bischof, siehe Bob Bennett (Bischof)
- Robert Frederick Bennett (1927–2000), US-amerikanischer Politiker
- Robert J. Bennett (* 1948), britischer Geograph
- Robert Jackson Bennett (* 1984), US-amerikanischer Phantastik-Autor
- Robert Russell Bennett (1894–1981), US-amerikanischer Komponist
- Robert S. Bennett (1939–2023), US-amerikanischer Jurist
- Roger Bennett (1959–2007), US-amerikanischer Pianist
- Ron Bennett (1927–1997), englischer Fußballspieler
- Ronald Bennett (* 1984), honduranischer Hürdensprinter
- Ronan Bennett (* 1956), nordirischer Schriftsteller
- Roy C. Bennett (1918–2015), US-amerikanischer Songwriter
- Russell Bennett (* 1971), südafrikanischer Rugby-Union-Spieler
- Ryan Bennett (* 1990), englischer Fußballspieler

### S
- Sai Bennett (* 1990), britische Schauspielerin und Model
- Salomon Bennett (um 1765–um 1838/1841), belarussisch-englischerKupferstecher
- Sam Bennett (Radsportler) (* 1990), irischer Radrennfahrer
- Sam Bennett (Eishockeyspieler) (* 1996), kanadischer Eishockeyspieler
- Sam Bennett (Golfspieler) (* 1999), US-amerikanischer Golf-Amateur
- Samm Bennett (* 1957), US-amerikanischer Jazzmusiker
- Sandy Bennett (* 1972), neuseeländische Hockeyspielerin
- Sara Bennett  (* vor 1990), britische Spezialeffektkünstlerin
- Shayne Bennett (* 1972), neuseeländischer Baseballspieler
- Simon Bennett (* 1985), englischer Fußballschiedsrichterassistent
- Skye Bennett (* 1995), britische Schauspielerin
- Sonja Bennett (* 1980), kanadische Schauspielerin und Drehbuchautorin
- Stella Rose Bennett (* 2000), neuseeländische Musikerin; siehe Benee
- Stephanie Bennett (* 1989), kanadische Schauspielerin
- Stetson Bennett (* 1997), US-amerikanischer American-Football-Spieler
- Steve Bennett (* 1961), englischer Fußballschiedsrichter
- Steven Bennett (* 1976), deutscher Schauspieler
- Stuart Bennett (* 1959), englischer Snookerschiedsrichter
- Stuart Bennett (* 1980), britischer Wrestler und Schauspieler; siehe Wade Barrett
- Sydney Bennett (* 1992), US-amerikanische Sängerin, Songwriterin, Musikproduzentin und Toningenieurin, siehe Syd (Sängerin)

### T
- Ted Bennett (* 1925), britischer Fußballspieler
- Thomas Bennett (Politiker) (1781–1865), US-amerikanischer Politiker
- Thomas Bennett (Kaufmann) (1814–1898), norwegischer Kaufmann
- Thomas Bennett (Architekt) (1887–1980), englischer Architekt
- Thomas Bennett (Fußballspieler) (1891–1923), englischer Fußballspieler
- Thomas Warren Bennett (1831–1893), US-amerikanischer Politiker
- Thomas Westropp Bennett (1867–1962), irischer Politiker
- Thomas William Bennett (1947–1969), US-amerikanischer Soldat
- Todd Bennett (1962–2013), britischer Leichtathlet
- Tom Bennett (* 1967), englischer Schauspieler
- Tony Bennett (Anthony Dominick Benedetto; 1926–2023), US-amerikanischer Sänger und Entertainer
- Tony Bennett (Footballspieler) (Tony Lydell Bennett, Alligator; * 1967), US-amerikanischer American-Football-Spieler
- Tony Bennett (Basketballspieler, 1969) (Anthony Guy Bennett; * 1969), US-amerikanischer Basketballspieler und -trainer
- Tracie Bennett (* 1961), englische Schauspielerin und Musicaldarstellerin
- Try Bennett (* 1975), costa-ricanischer Fußballspieler

### V
- Veronica Yvette Bennett (1943–2022), US-amerikanische Sängerin, siehe Ronnie Spector
- Virginia Joan Bennett (* 1936), Frau von Edward Kennedy, siehe Joan Bennett Kennedy

### W
- W. A. C. Bennett (William Andrew Cecil Bennett; 1900–1979), kanadischer Politiker
- Wallace F. Bennett (1898–1993), US-amerikanischer Politiker
- Walter Bennett (Fußballspieler, 1874) (1874–1908), englischer Fußballspieler
- Walter Bennett (Fußballspieler, 1901) (1901–1988), englischer Fußballspieler
- Walter Bennett (Fußballspieler, 1918) (1918–2009), englischer Fußballspieler
- Walter Bennett (Fußballspieler, 1997) (* 1997), Fußballspieler für Aruba
- Wayne D. Bennett (1927–2015), US-amerikanischer Politiker (Republikanische Partei)
- Willard Harrison Bennett (1903–1987), US-amerikanischer Physiker
- William Bennett (Flötist) (1936–2022), britischer Flötist
- William Bennett (Politiker) (* 1943), US-amerikanischer Politiker
- William Bennett (Oboist) (1956–2013), US-amerikanischer Oboist
- William Bennett (Fußballtrainer), kubanischer Fußballtrainer
- William Hart-Bennett (1861–1918), britischer Kolonialverwalter
- William Edward Norman Bennett (Bill Bennett; 1931–2004), australischer Pilot und Luftfahrtunternehmer
- William John Bennett (* 1943), US-amerikanischer Politiker
- William R. Bennett (William Ralph Bennett, Jr.; 1930–2008), US-amerikanischer Physiker
- William Sterndale Bennett (1816–1875), britischer Komponist
- William Tapley Bennett junior (1917–1994), US-amerikanischer Diplomat